# Дадыкин, Сергей Николаевич
Сергей Николаевич Дадыкин (11 июля 1954, город Барнаул, Алтайский край — 11 августа 2017, город Бердск, Новосибирская область) — советский российский лётчик-спортсмен. Двукратный чемпион мира по высшему пилотажу (2009, 2012), чемпион России по высшему пилотажу (2010, 2012). Мастер спорта СССР (1984).

## Биография
Закончил Барнаульский государственный педагогический институт (1979).
Первый самостоятельный полет совершил 22 июня 1980 года на самолёте ЯК-12М в г. Барнауле.
Через 4 года — мастер спорта СССР по самолётному спорту.
С 1992 года, 25 лет работал в Новосибирском авиационно-спортивном клубе ДОСААФ.
Чемпион мира на Як-52 в командных соревнованиях — 2009 г.
Чемпион мира на Як-52 в Неизвестной программе — 2012 г.
Чемпион России по высшему пилотажу на Як-52 в многоборье — 2010, 2012 гг.
Погиб 11 августа в Бердске на 63 году жизни в результате авиакатастрофы на аэродроме «Центральный».